# Орципреналин
Орципренали́н — лекарственное средство группы неселективных β2-агонистов, применяется для лечения бронхиальной астмы и астматического бронхита. В 10 - 40 раз менее активен, чем изопреналин.
Не образует метаболитов с β-блокирующей активностью.
В настоящее время ограничен в применении в связи с множеством побочных эффектов.

## Общая информация
По химическому строению и фармакологическим свойствам близок к изадрину (основание орципреналина отличается от изадрина расположением гидроксильных групп при бензольном ядре).
Препарат является стимулятором b-адренорецепторов смешанного типа, действует на b1- и b2-адренорецепторы, но по сравнению с изадрином действует более избирательно на b2-адренорецепторы бронхов, чем сердца, в меньшей степени вызывает тахикардию и снижение артериального давления. Оказывает более продолжительное бронхорасширяющее действие, чем изадрин. После ингаляции орципреналина (алупента, астмопента) эффект наступает через 10—15 мин, достигает максимума через 1 ч и продолжается до 4—5 ч.
Основные показания к применению такие же, как для изадрина: бронхиальная астма, хронические астматические бронхиты, пневмосклероз, эмфизема легких, а также нарушения атриовентрикулярной проводимости.
Применяют орципреналин в виде ингаляций и парентерально.
Для купирования и предупреждения приступов бронхиальной астмы применяют специальный аэрозольный ингалятор, при нажатии на клапан которого распыляется постоянная доза препарата, равная 0,75 мг. Обычно достаточно одной ингаляцин; при необходимости делают через 5 мин вторую ингаляцию. Перед нажатием на клапан ингалятор переворачивают кверху дном.
Для купирования приступов бронхиальной астмы можно также вводить препарат внутримышечно или подкожно: взрослым по 0,5—1 мг (1—2 мл 0,05% раствора), иногда и внутривенно: — 1 мл 0,05% раствора (0,5 мг) вводят медленно (в течение 3 мин).
При длительной терапии для профилактики приступов бронхиальной астмы назначают орципреналин в виде таблеток (по 0,02 г в таблетке): взрослым по 1/2—1 таблетке 3—4 раза в день; детям — по 1/4—1/2 таблетки 2—4 раза в день. Эффект при приеме внутрь наступает обычно через 1 ч и длится 4—6 ч.
При атриовентрикулярной блокаде применяют препарат с осторожностью, вводя медленно внутривенно 0,5—1 мл 0,05% раствора, или внутримышечно, или подкожно 1—2 мл; при необходимости вводят препарат путём медленной внутривенной инфузии.
Для инфузии разводят содержимое 1—2 ампул по 10 мл 0,05% раствора (всего 5—10 мг) в 250 мл 5% раствора глюкозы или изотонического раствора натрия хлорида и вводят со скоростью 10—20 капель в минуту.
Для профилактики приступов при синдроме Адамса—Стокса—Морганьи, при абсолютной брадиаритмии и при интоксикации препаратами наперстянки назначают внутрь по 1/2—1 таблетке (взрослым) 6—10 раз в день, меняя дозу и частоту приемов в зависимости от ритма сердца.
Орципреналин обычно лучше переносится, чем изадрин, однако и при его применении возможны побочные явления, такие же, как при применении изадрина. При внутривенном введении возможно снижение артериального давления.

## Форма выпуска
Формы выпуска: в аэрозольных ингаляторах, содержащих 400 разовых доз (по 0,75 мг) препарата; 0,05% раствор в ампулах по 1 и 10 мл (0,5 и 5 мг); таблетки по 0,02 г.

## Хранение
Хранение: список Б.

## Применение в медицинской практике
Орципреналин, как и изопреналин, в настоящее время ограниченно применяются для симптоматического лечения атриовентрикулярной блокады и выраженной брадикардии. Для лечения бронхиальной астмы эти препараты не используются из-за множества побочных явлений